# Pós-impressionismo
Pós-impressionismo é a expressão utilizada para definir um período artístico europeu iniciado no final do século XIX e, como seu próprio nome indica, designante da época seguinte ao auge do Impressionismo. Assim, geralmente se diz que o Pós-Impressionismo se inicia em 1886, em que ocorre a última exposição impressionista, e continua até a primeira década do século XX, quando começam as vanguardas artísticas.
Apesar desta limitação cronológica relativamente bem definida, há algumas obras consideradas pós-impressionistas fora desse período. Isto se deve principalmente ao fato de que a "era pós-impressionista", embora mal abranja duas décadas, foi um momento de grande inovação artística e de surgimento de notáveis e criativas mentes.

## Contexto histórico

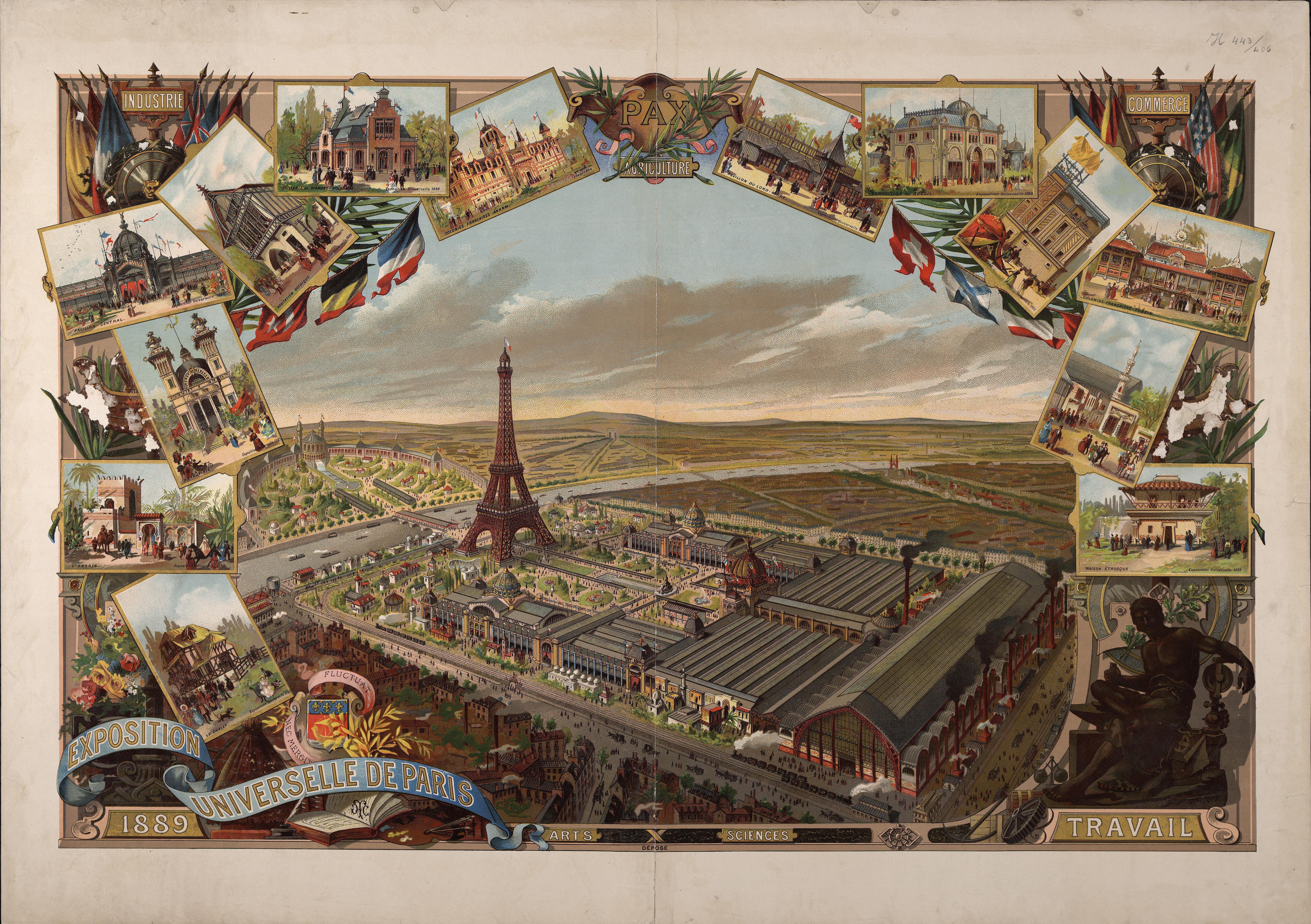
Vista geral da Exposição Universal de 1889.

O ano de 1886, fundamental para o Pós-Impressionismo, foi também marcado pelo início de importantes mudanças na cidade de Paris. Por exemplo, Gustave Eiffel ganhou o concurso para a construção de um monumento em homenagem ao centenário da Revolução Francesa, celebrado na Exposição Universal de 1889. A estética arquitetônica da Torre Eiffel, com decoração "pesada e simples" e seu material puramente industrial, foi acolhida por diversos pintores pós-impressionistas, como Paul Gauguin.

Ademais, a Exposição Universal também mostrou à cena parisiense o mundo "exótico" do Oriente, trazendo, por exemplo, templos indianos e danças javanesas, além da "pureza funcional da construção do pavilhão da Índia", que impressionou Gauguin. O contato com novas culturas proporcionado pelas Exposições Universais foi determinante para as mudanças radicais da era pós-impressionista.

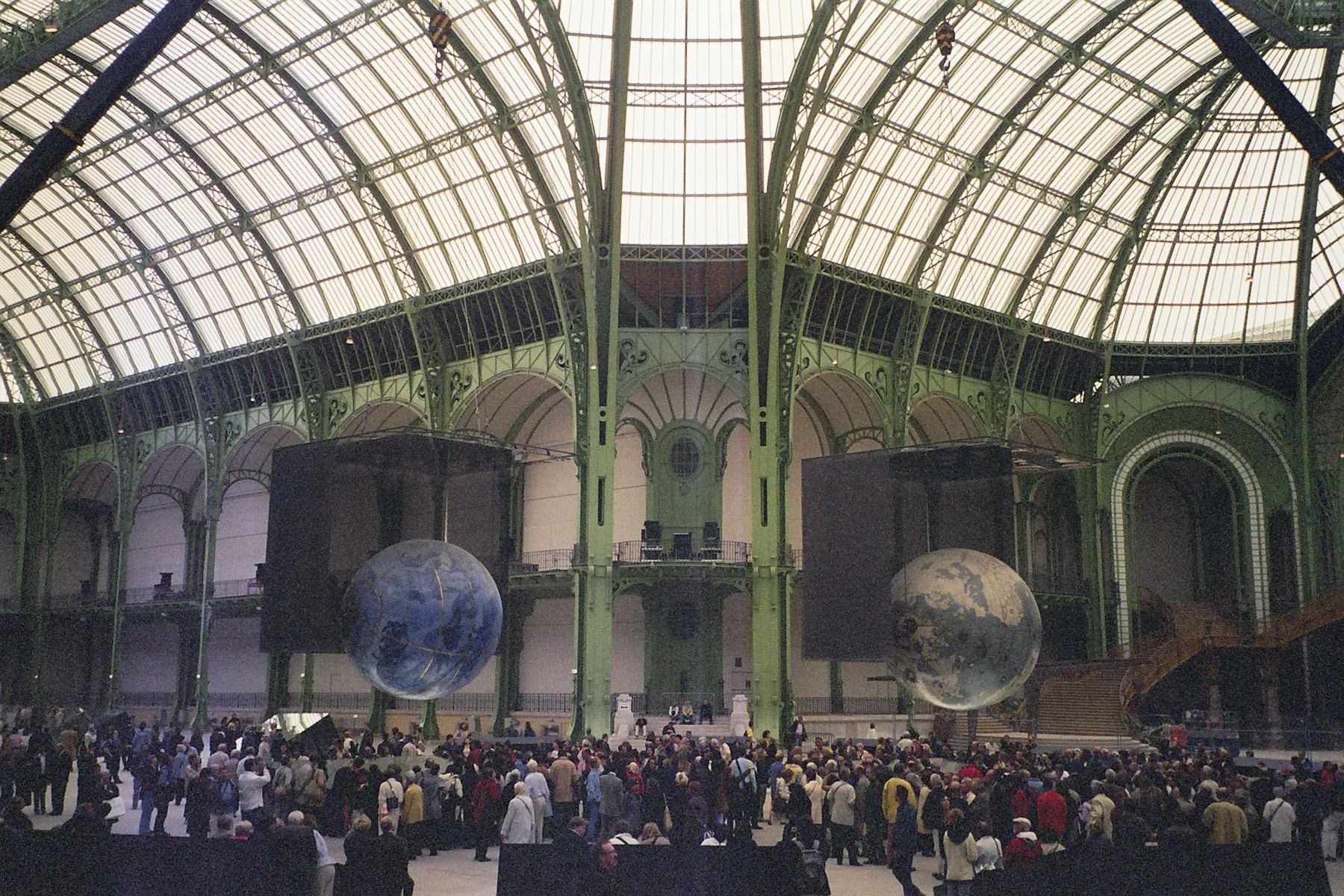
Interior do Grand Palais.

A partir de 1900, a cidade de Paris é marcada pela construção de diversos palácios ao longo do rio Sena. Esses prédios, cujo princípio era de uma estrutura metálica coberta por uma fachada de pedra, permitiam tetos de amplas áreas, como no Grand Palais, em que saguões imensos podiam abrigar exposições temporárias diversas. Muitos artistas pós-impressionistas tomaram parte na decoração desse palácio, considerado um marco deste estilo arquitetônico.

## Características
Por raramente se reunirem e não compartilharem de uma mesma opinião, os pintores pós-impressionistas são considerados "solitários", sendo o único fator de união entre eles o legado deixado pelo Impressionismo. Desta maneira, de forma similar ao que ocorreu com os impressionistas, os pós-impressionistas foram pouco aceitos pelo Salão Oficial, tendo de encontrar novas alternativas: criaram suas próprias e exclusivas exposições. Individualmente, havia grande diversidade entre os pintores, tanto em termos de profissionalismo como em relação às suas ousadias (por exemplo, cores intensas e certa "negligência" de estilo). Assim, encontravam grande rejeição por parte do júri acadêmico.

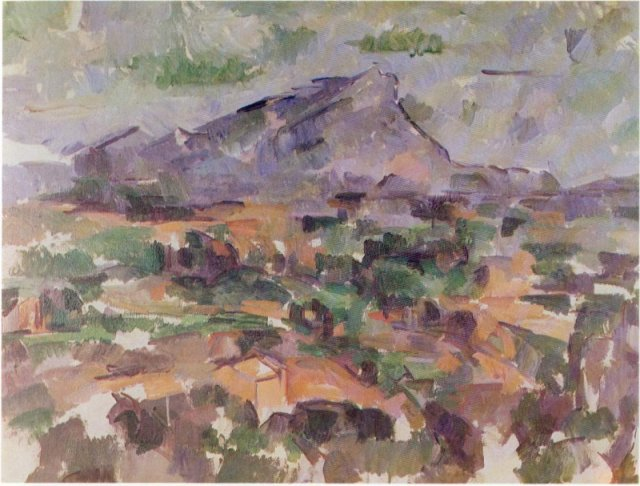
Montanha de Santa Vitória, de Paul Cézanne, 1906.

Em 1884, foi inaugurado o Salon des Artistes Indépendants, que resolvia o problema das exigências acadêmicas, por não ter júri nem premiação. O Salon d'Automne, criado em 1903, também dava condições de liberdade para os artistas.
O aspecto relativo às escolas de pintura não era importante para os pós-impressionistas. Por exemplo, Vincent van Gogh e Paul Gauguin eram autodidatas, Paul Cézanne (um "ex-impressionista"), era independente e Toulouse-Lautrec, não obstante sua formação rígida, experimentava um estilo sem aprovação unânime. Georges Seurat, neoimpressionista, tratava a teoria das cores de Chevreul com rigor científico. Deste método, fundamentado na aplicação de pequenas manchas de cores complementares, surgiram o Pontilhismo e o Divisionismo. Paul Signac, parceiro de Seurat, foi outro bom representante destas vertentes, além de responsável pelos registros teóricos do Neoimpressionismo.
O grupo dos Nabis, fortemente influenciado pelo Simbolismo e pelo sintetismo de Gauguin, foi também de grande relevância no contexto pós-impressionista. O grupo, inciado por Paul Séreusier, Henri-Gabriel Ibels, Maurice Denis, Pierre Bonnard e Paul Ranson na Academia Juian, produzia obras carregadas de grande misticismo e refinamento.

## Galeria dos principais artistas pós-impressionistas

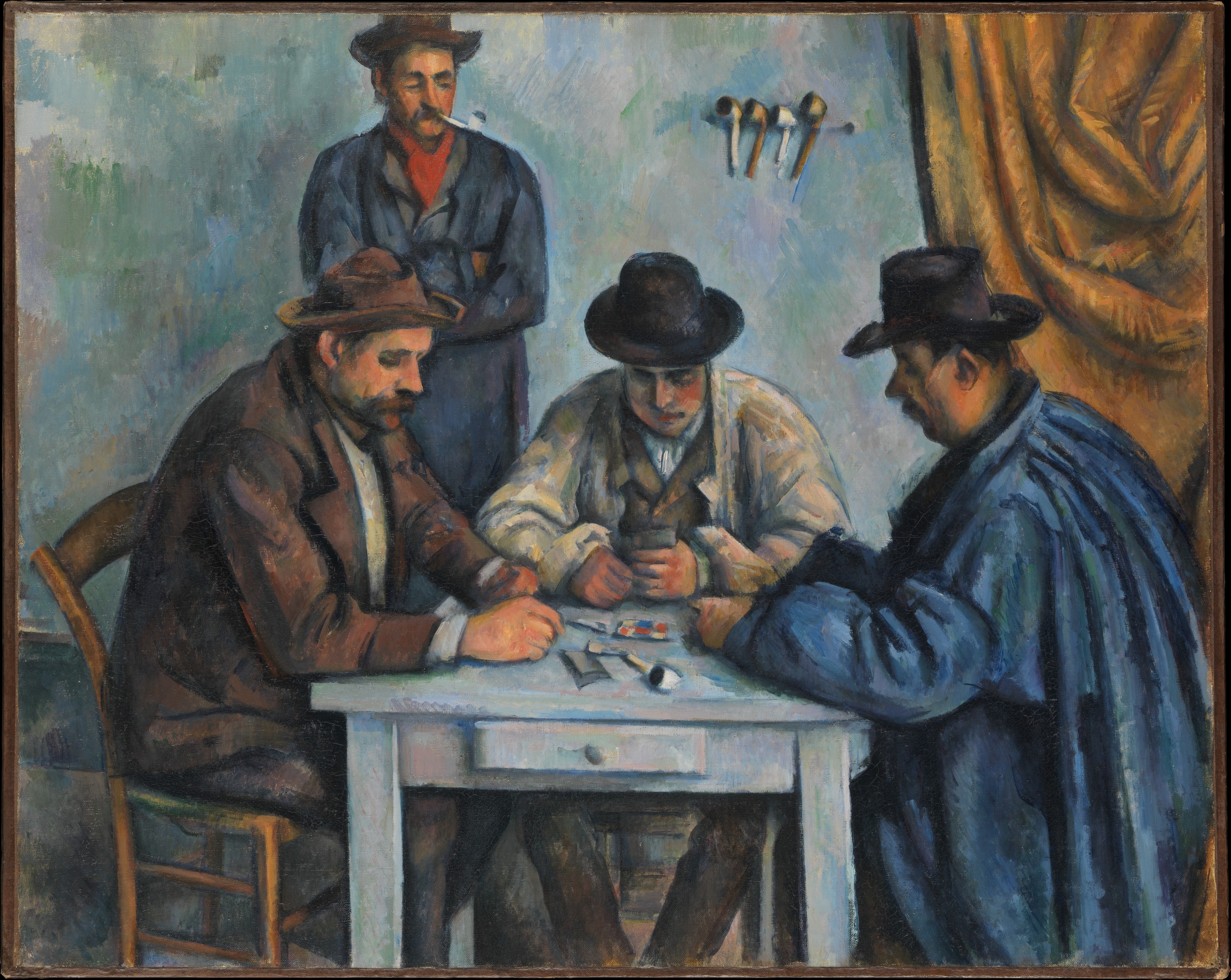
Paul Cézanne (1839–1906)
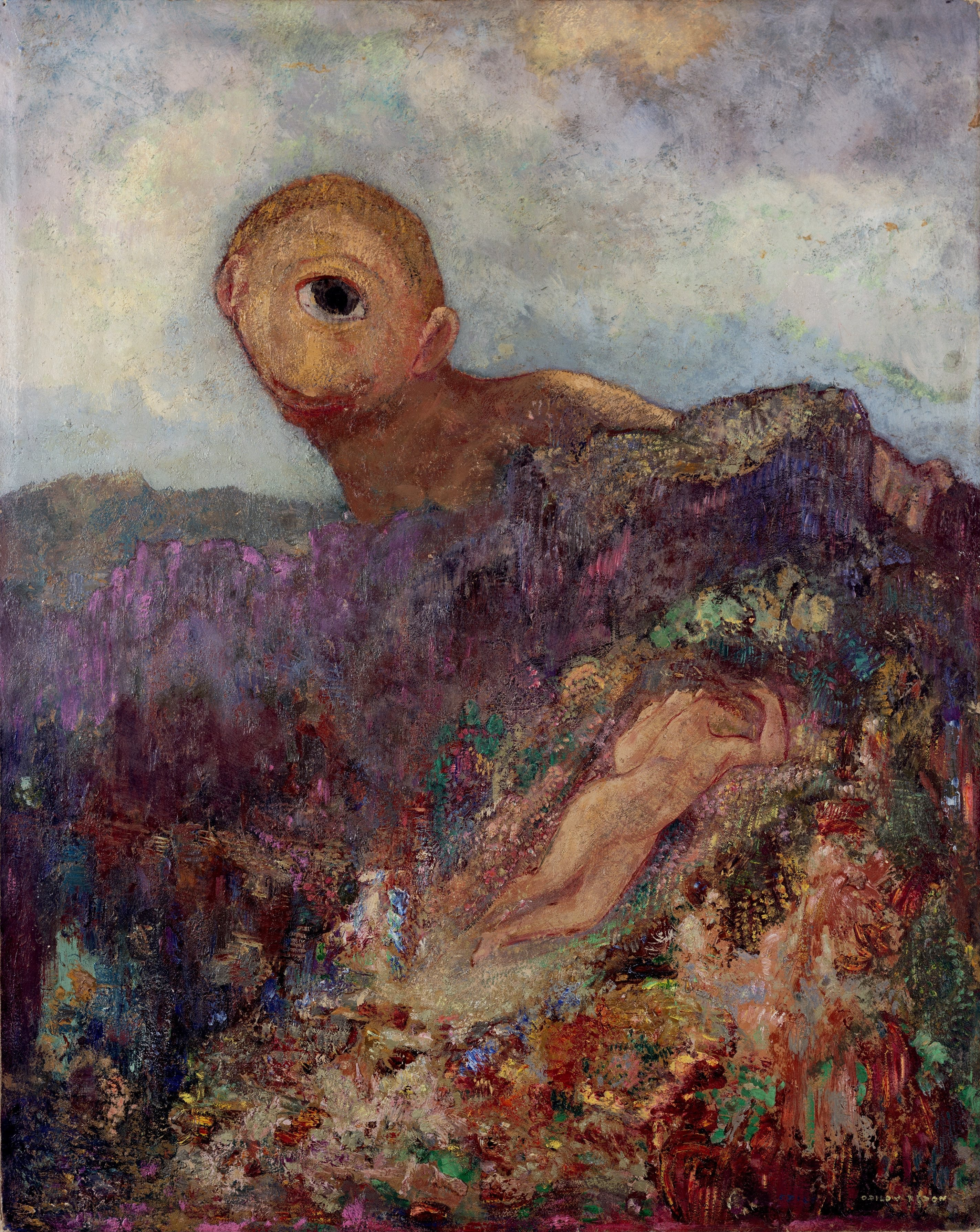
Odilon Redon (1840–1916)
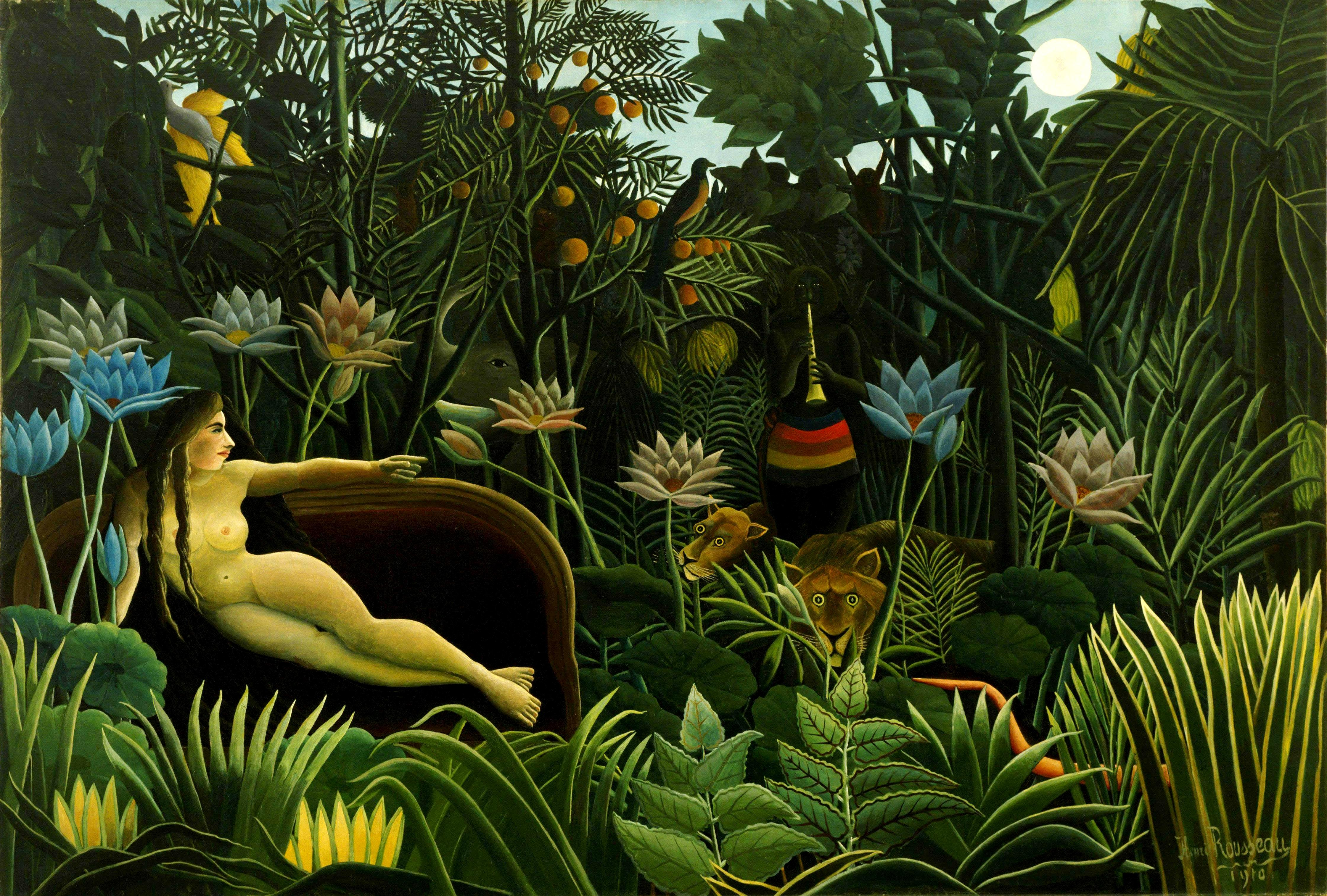
Henri Rousseau (1844–1910)
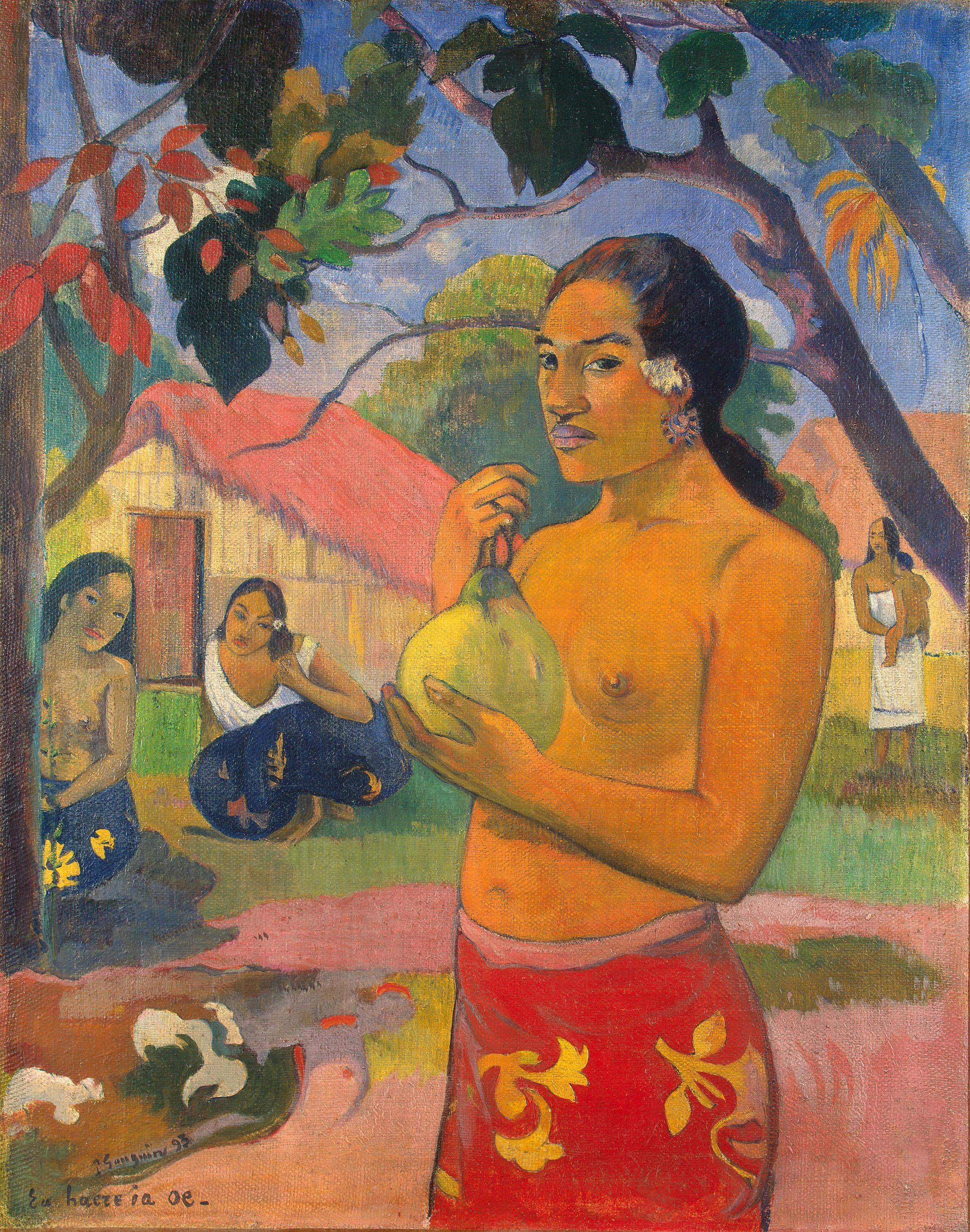
Paul Gauguin (1848–1903)
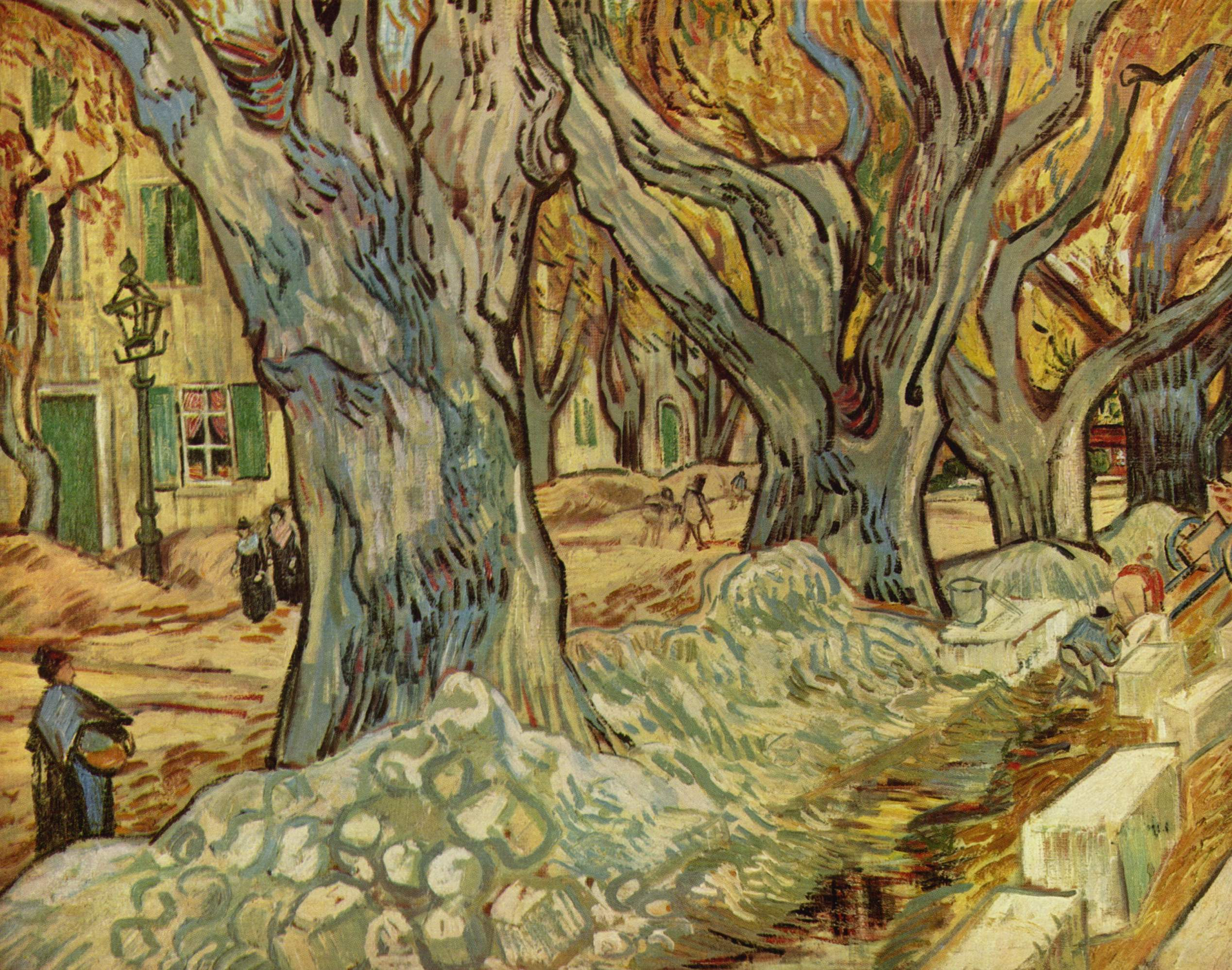
Vincent van Gogh (1853–1890)
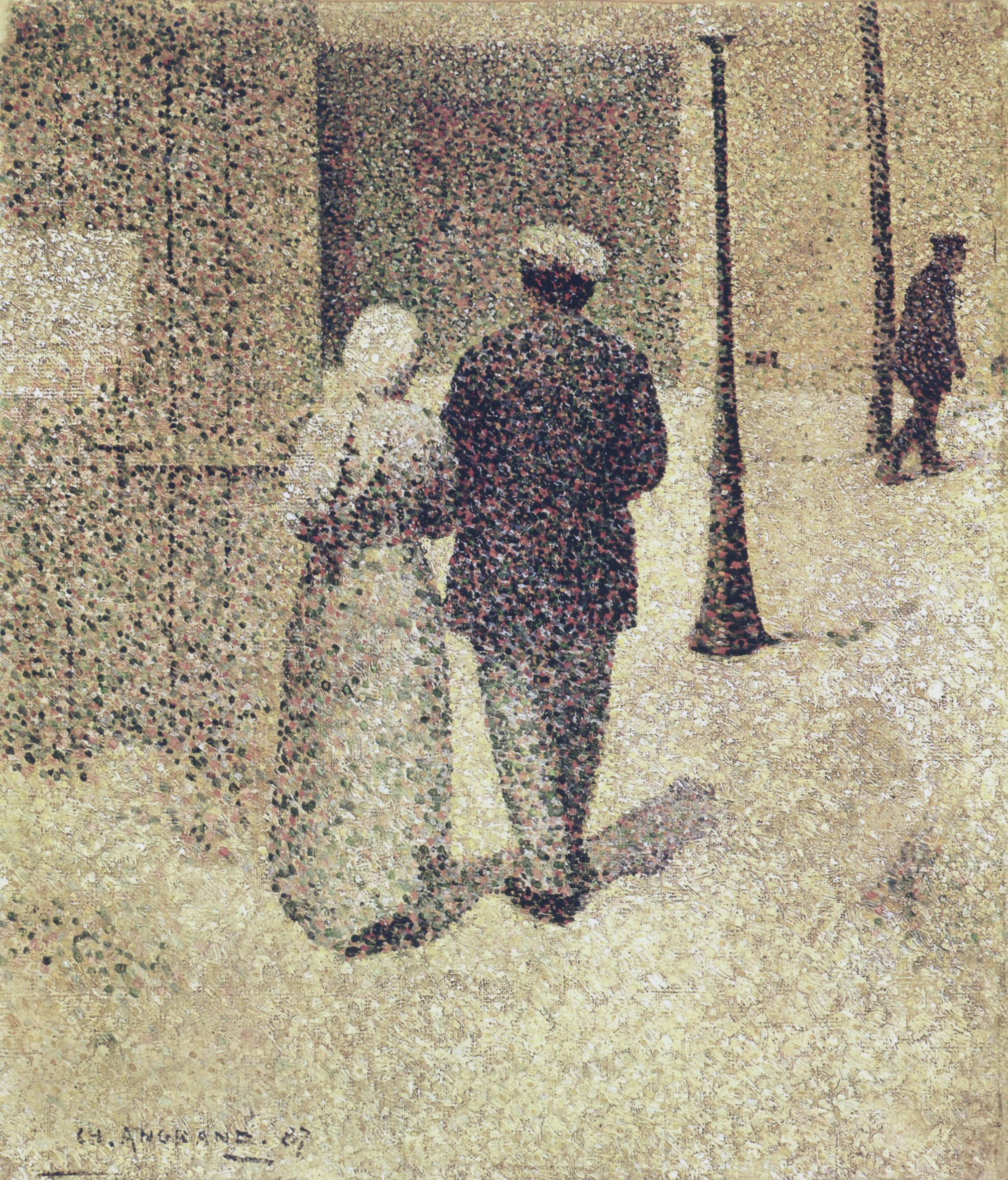
Charles Angrand (1854–1926)
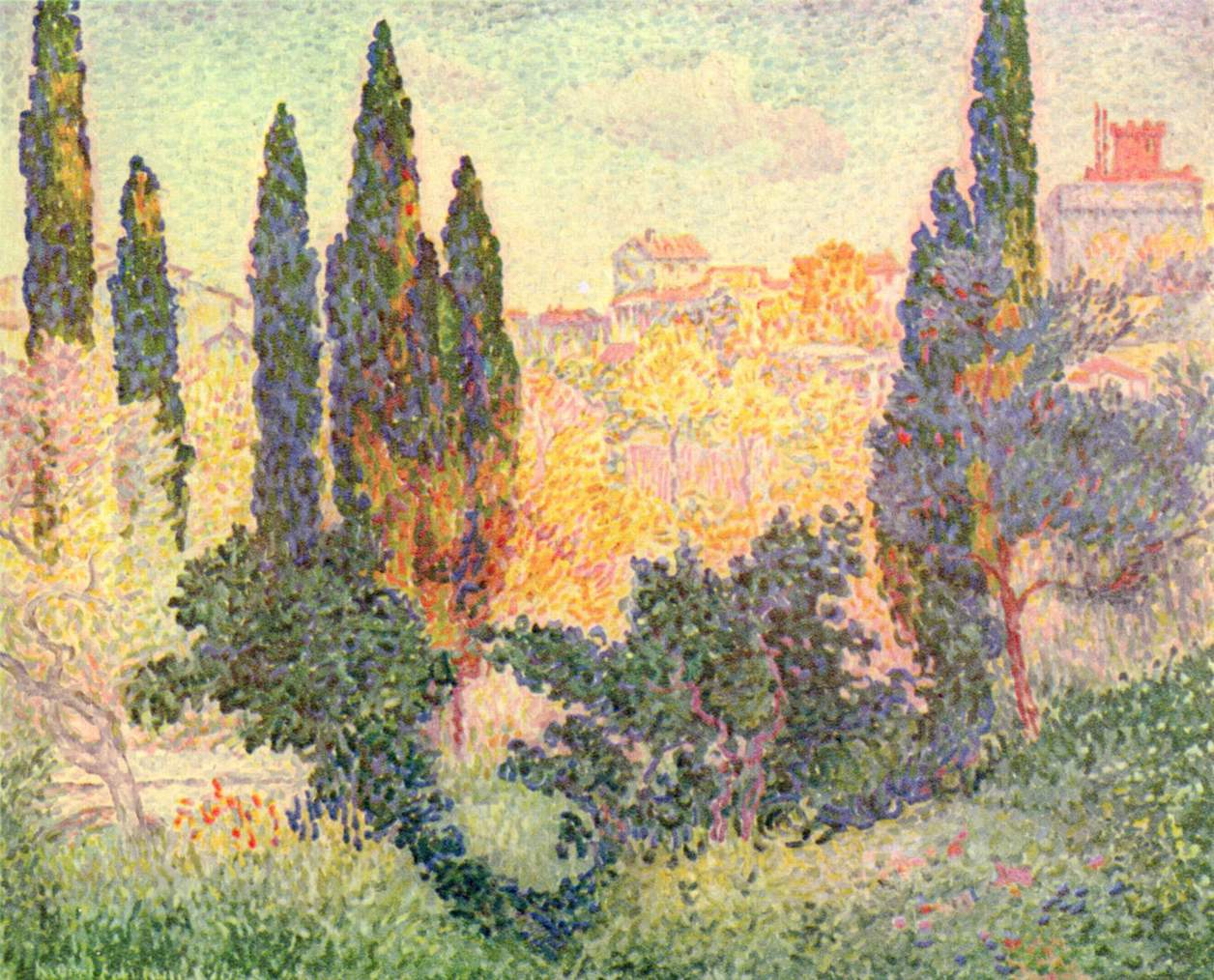
Henri-Edmond Cross (1856–1910)
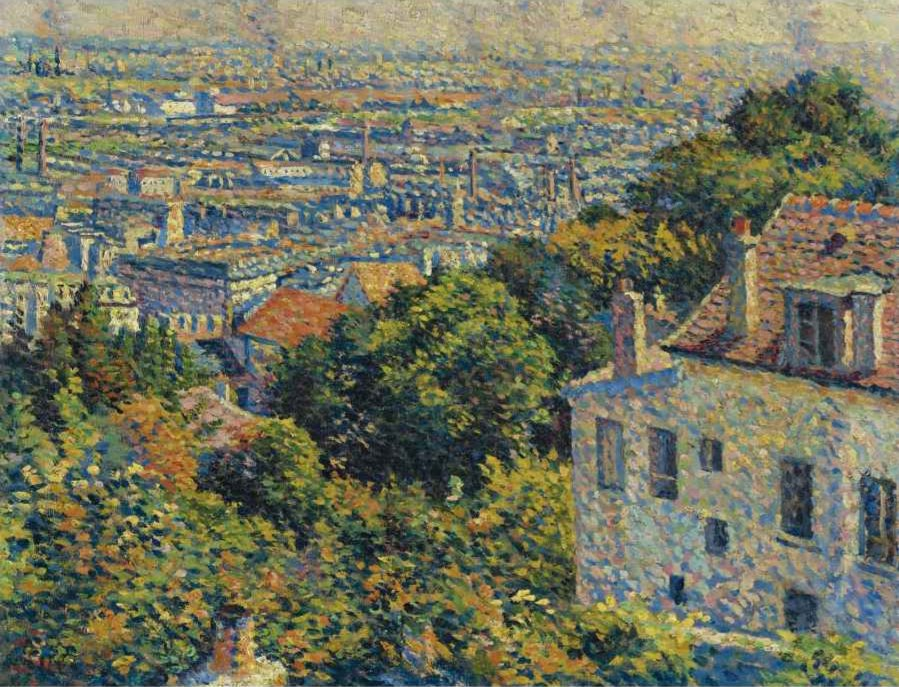
Maximilien Luce (1858–1941)
Georges Seurat (1859–1891)
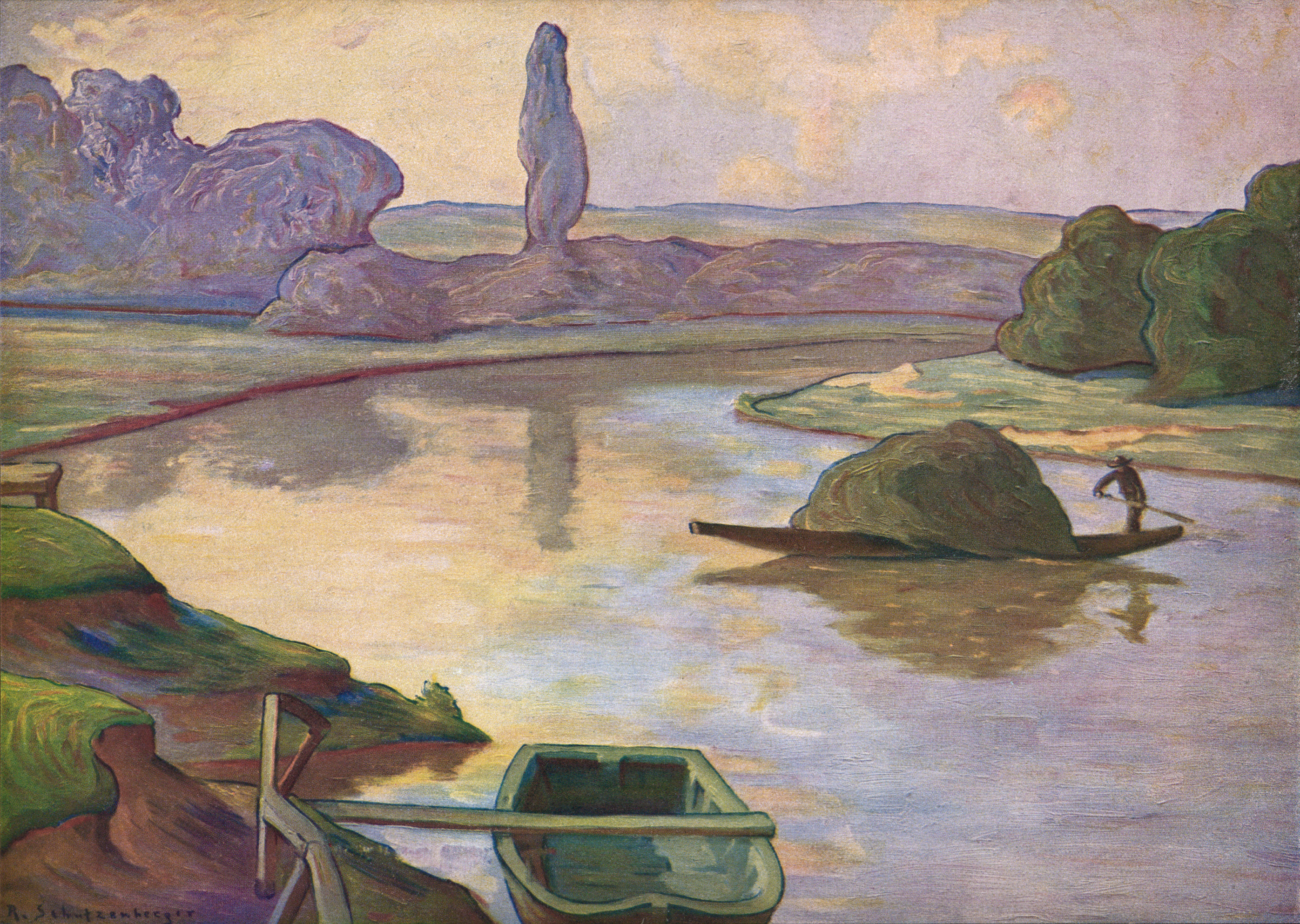
René Schützenberger (1860–1916)
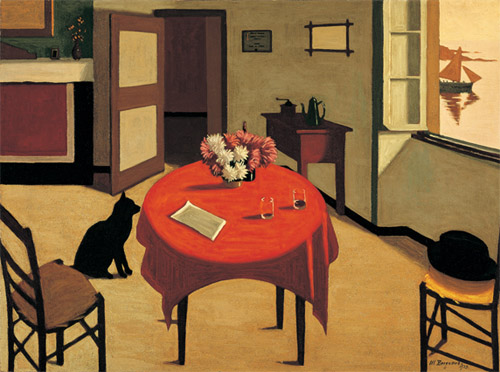
Marius Borgeaud (1861–1924)
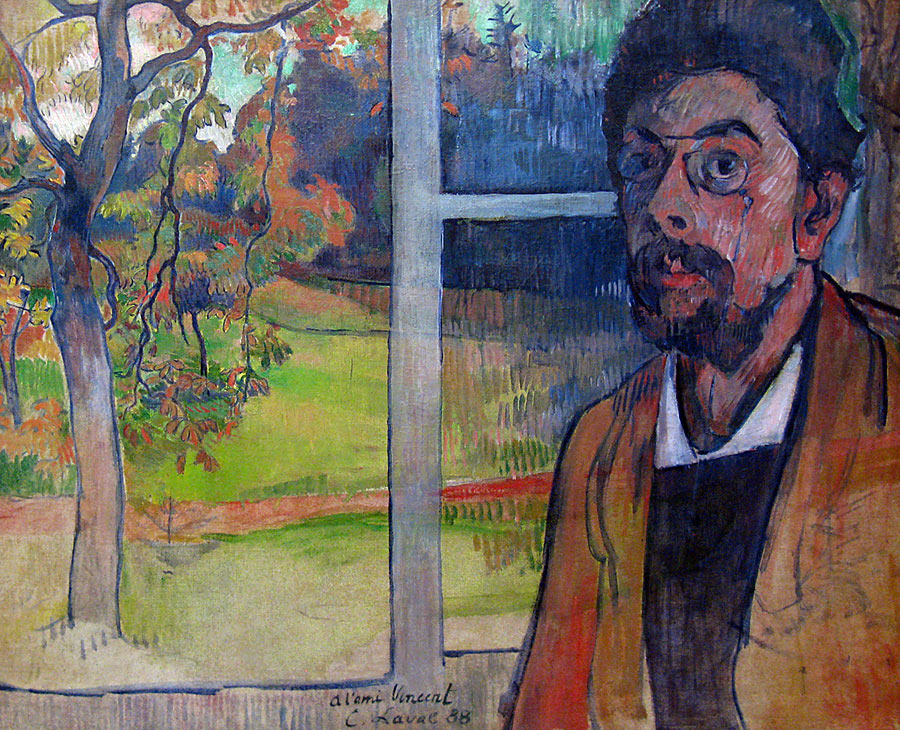
Charles Laval (1862–1894)
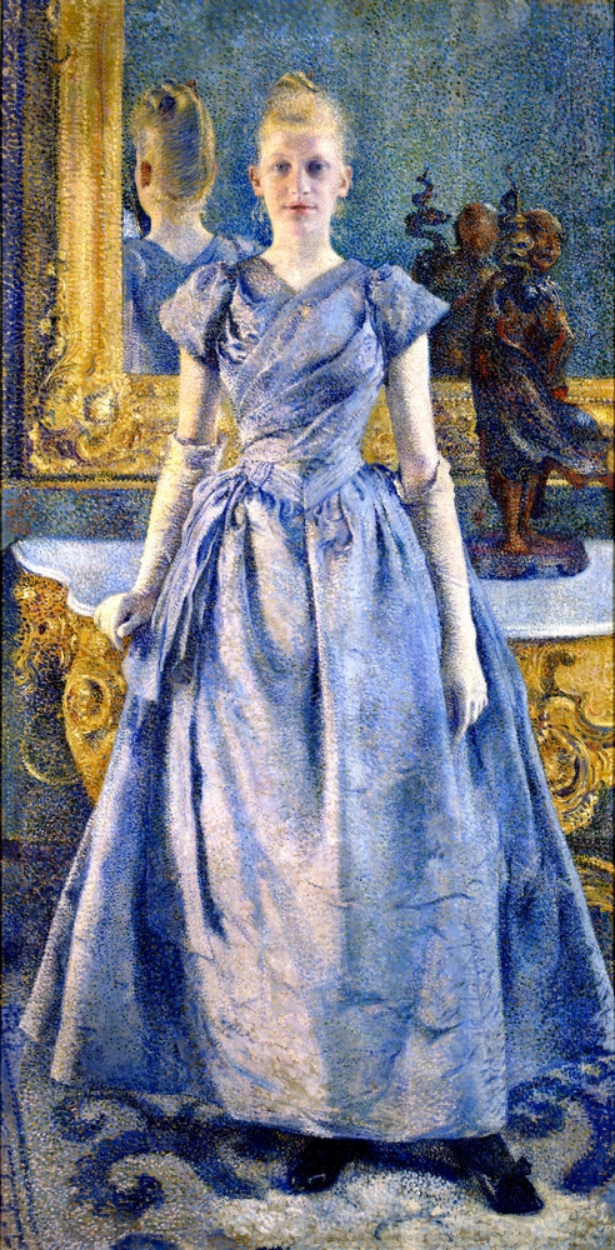
Théo van Rysselberghe (1862–1926)
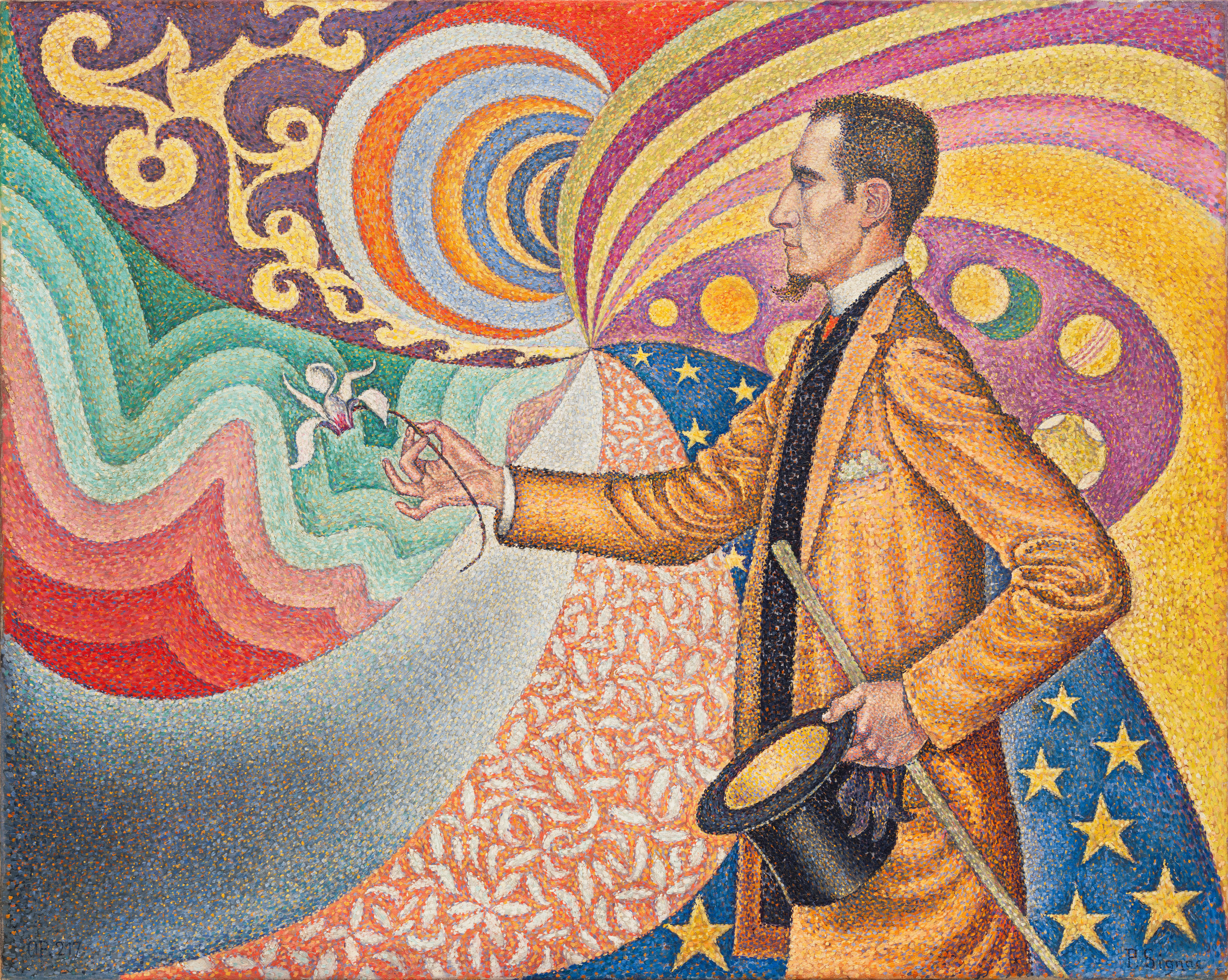
Paul Signac (1863–1935)
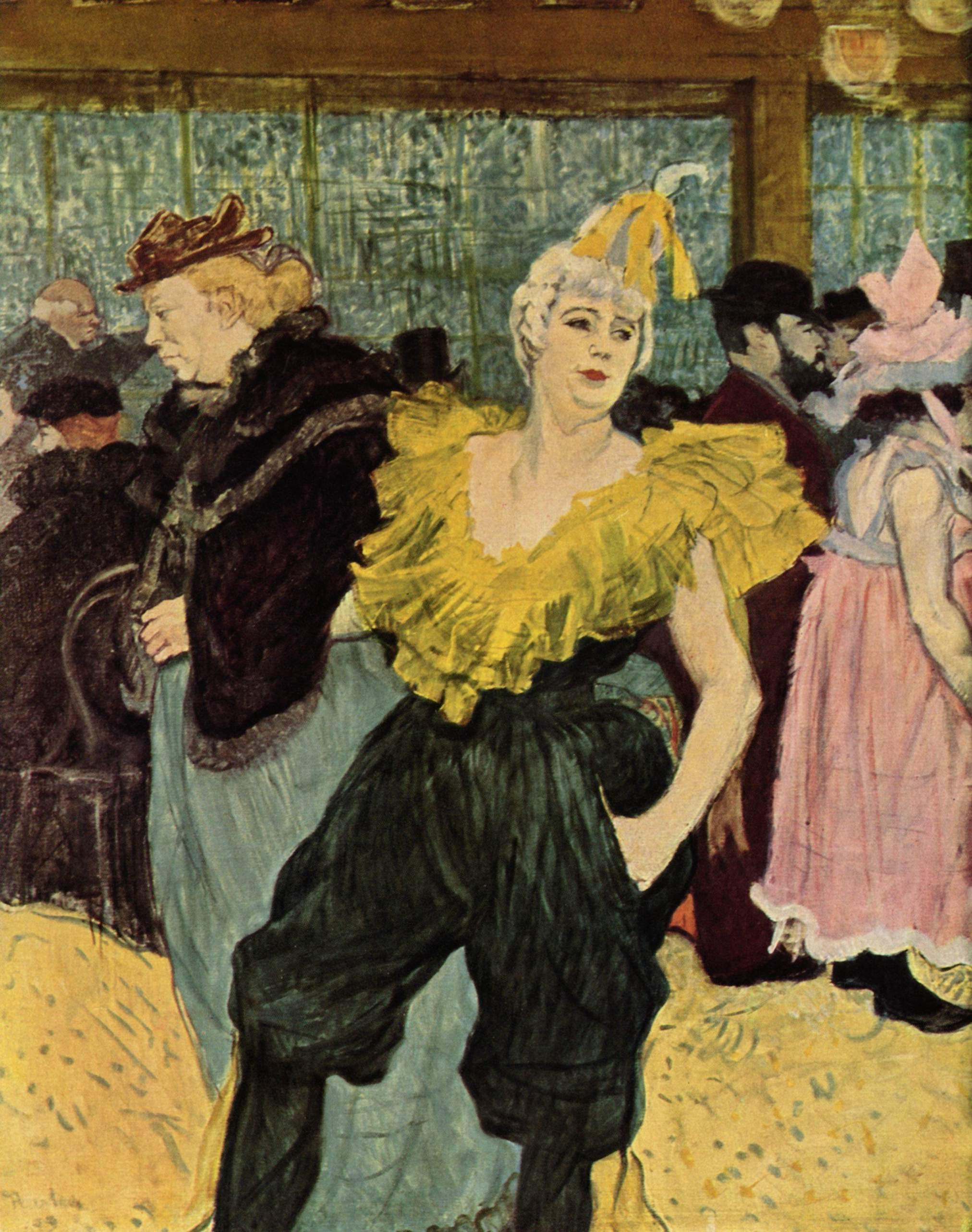
Henri de Toulouse-Lautrec (1864–1901)
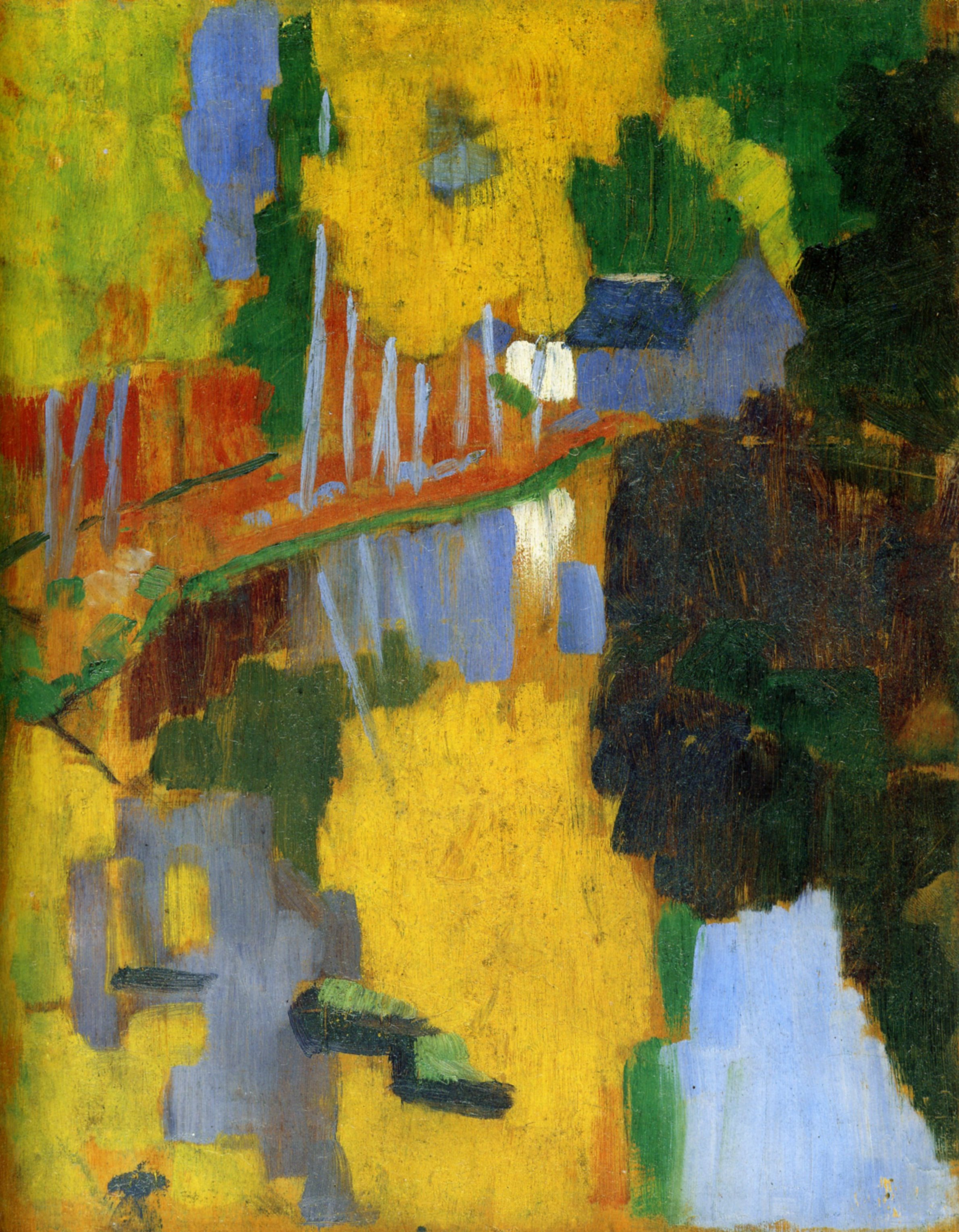
Paul Sérusier (1864–1927)
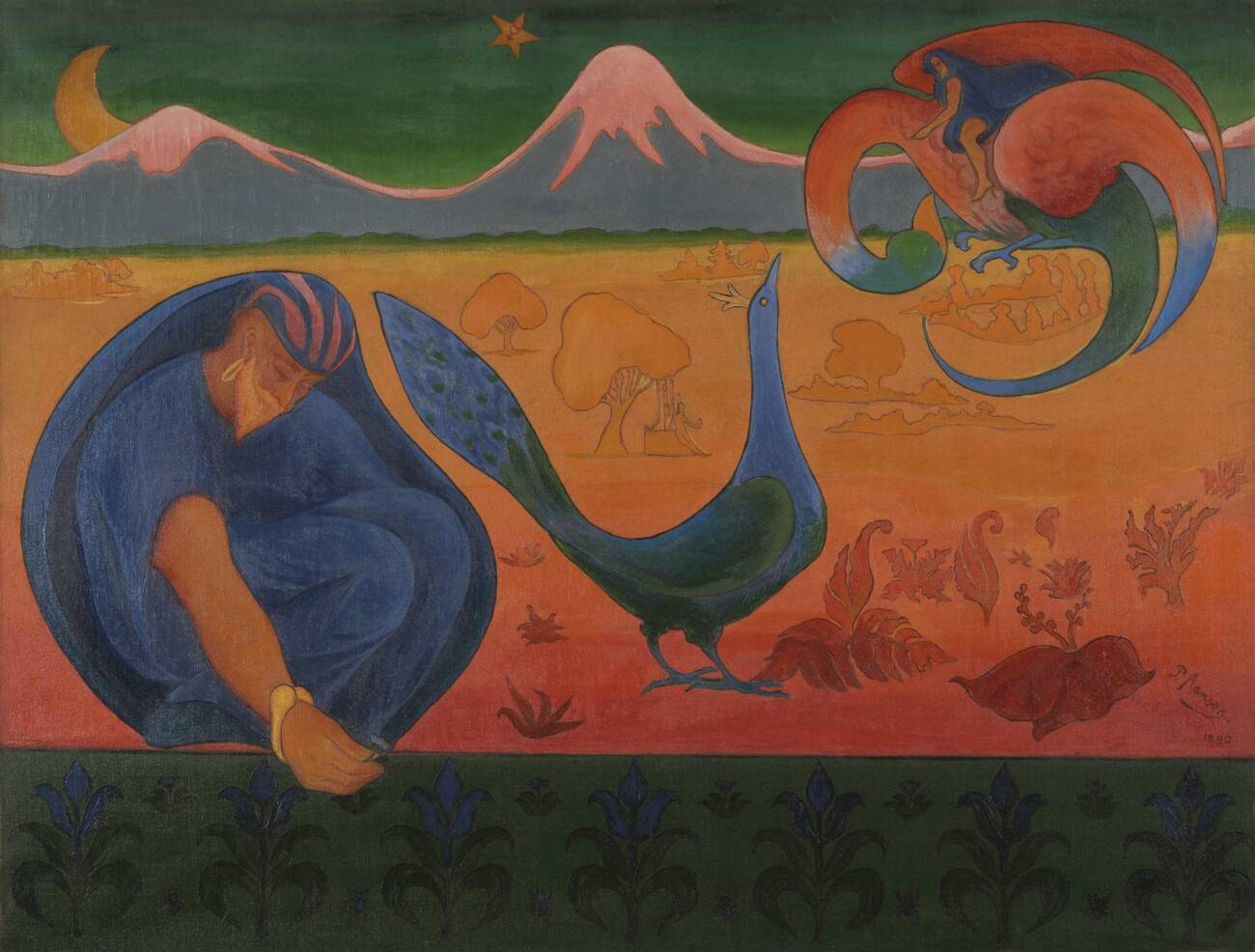
Paul Ranson (1864–1909)
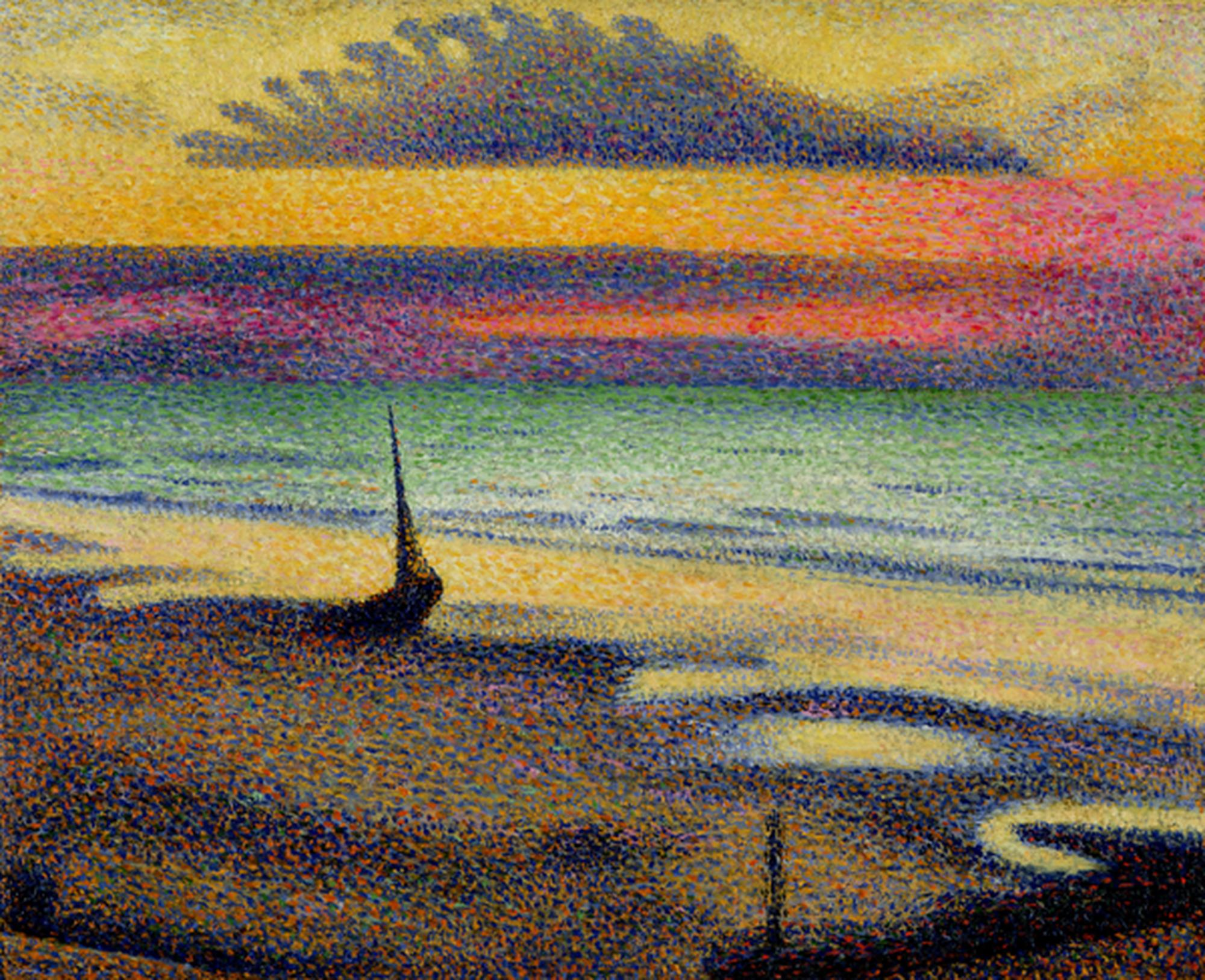
Georges Lemmen (1865–1916)
Félix Vallotton (1865–1925)
Pierre Bonnard (1867–1947)
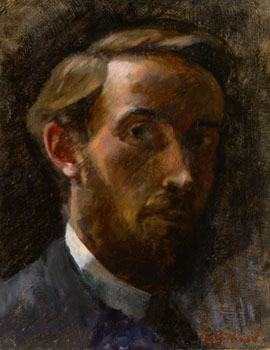
Édouard Vuillard (1868–1940)
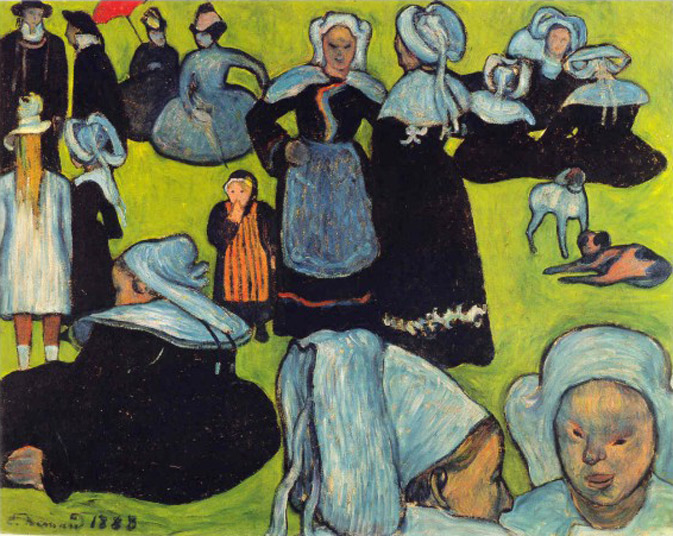
Émile Bernard (1868–1941)
Cuno Amiet (1868–1961)
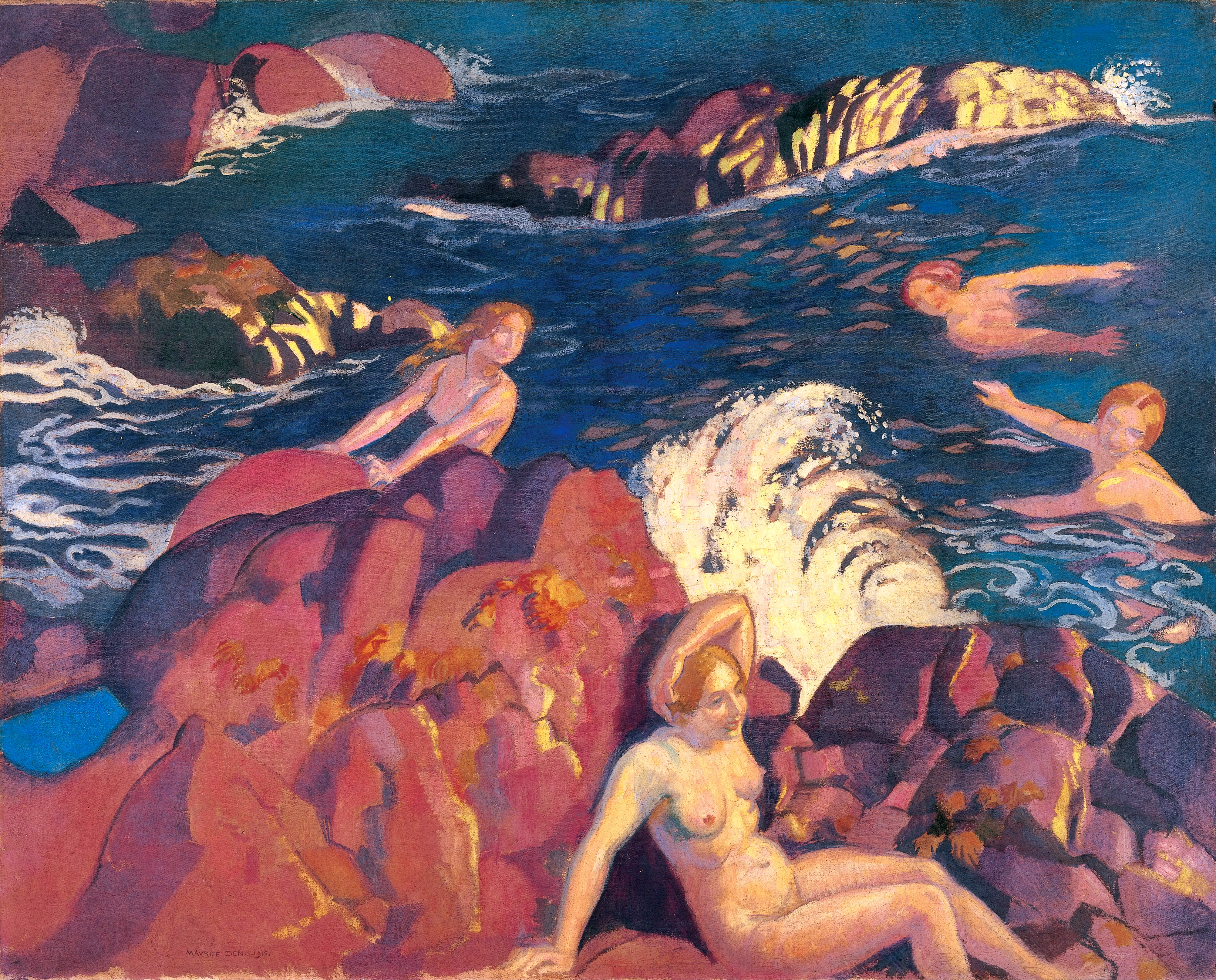
Maurice Denis (1870–1943)
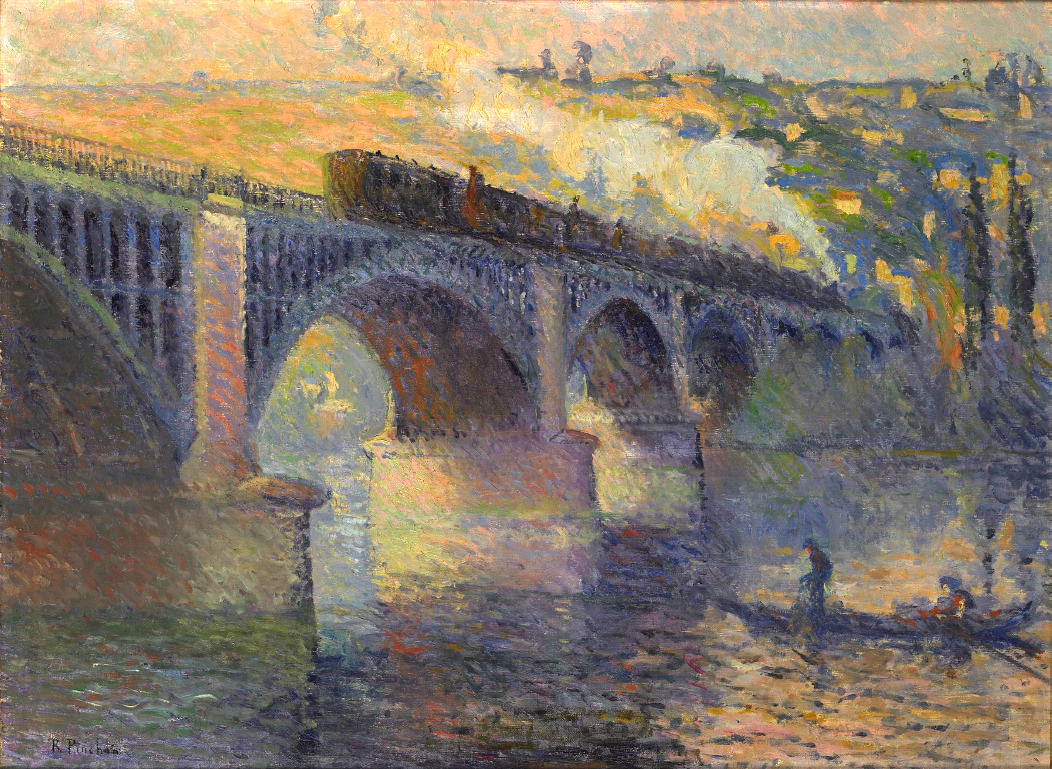
Robert Antoine Pinchon (1886–1943)